# Ängeby söder
Ängeby söder är en bebyggelse strax söder om småorten Ängeby  i Lena socken i Uppsala kommun norr om Uppsala cirka 3 kilometer norr om Storvreta.